# Tubby Smith
Orlando Henry Smith, detto Tubby (Scotland, 30 giugno 1951), è un allenatore di pallacanestro statunitense.

## Palmarès
- Campione NCAA (1998)
- Naismith College Coach of the Year (2003)
- 2 Associated Press College Basketball Coach of the Year (2003, 2005)
- Henry Iba Award (2003)
- John R. Wooden Award (2016)
- Jim Phelan National Coach of the Year Award (2005)